# Cortemaggiore
Cortemaggiore est une commune italienne de la province de Plaisance dans la région Émilie-Romagne en Italie.

## Culture
- Polyptyque  de Filippo Mazzola (démembré, dispersé puis reconstitué en 2003) conservé dans l'église Santa Maria delle Grazie de la collégiale.

## Administration
| Période                                  | Période | Identité | Étiquette | Qualité |
| ---------------------------------------- | ------- | -------- | --------- | ------- |
|                                          |         |          |           |         |
| Les données manquantes sont à compléter. |         |          |           |         |

### Hameaux
Chiavenna Landi, San Martino in Olza

### Communes limitrophes
Besenzone, Cadeo, Caorso, Fiorenzuola d'Arda, Pontenure, San Pietro in Cerro, Villanova sull'Arda

### Histoire
Cortemaggiore formait un contado dont dépendaient notamment les communes de Cadeo et de Villanova sull'Arda où étaient installées les Uttini et les Verdi, familles maternelle et paternelle de Giuseppe Verdi.

## Personnalités liées à la commune
- Franco Fabrizi (1916-1995) acteur italien